# Founder's Building
Il Founder's Building è un edificio del Royal Holloway College, facente parte dell'Università di Londra, che si trova a Egham, nella contea del Surrey, in Inghilterra. È un esempio di architettura in stile francese-rinascimentale nel Regno Unito.

## Storia
La costruzione dell'edificio iniziò nel 1874 e fu completata nel 1881. L'edificio e il college furono finanziati dall'imprenditore e filantropo Thomas Holloway. La struttura fu progettata dall'architetto William Henry Crossland, che si ispirò al castello di Chambord, uno dei castelli della Valle della Loira.
L'edificio fu ufficialmente inaugurato nel 1886 dalla regina Vittoria, che permise l'uso di "Royal" nel nome del college per mandato reale; una statua della regina Vittoria si trova al centro del cortile settentrionale. Il centro del cortile sud ospita invece una statua di Thomas Holloway e sua moglie Jane. Le statue in marmo furono scolpite dal principe Victor di Hohenlohe-Langenburg. 
Il Founder's Building ospita la Picture Gallery, che contiene una collezione di oltre 70 opere d'arte dell'epoca vittoriana donati al college al momento della sua fondazione da Thomas Holloway. L'edificio contiene un'aula universitaria, la cappella aconfessionale e la biblioteca aperta agli studenti tutti i giorni, 24 ore su 24. La torre nord è conosciuta come la Torre dell'Orologio, quella sud come la Torre del Drago (a causa delle gargolle simili a draghi) e la torre centrale come la Torre della Lanterna, in quanto ospita una lanterna che viene illuminata occasionalmente.
L'edificio contiene inoltre gli uffici del Dipartimento di Politica e Relazioni Internazionali, del Dipartimento di Discipline classiche e alcuni uffici della School of Management, mentre altri dipartimenti del college sono situati in edifici più moderni. Inoltre molti dei principali uffici amministrativi del college sono ospitati nel Founder's Building. Esso contiene anche una residenza universitaria per il campus con stanze per oltre 550 studenti e un bar chiamato "Crosslands" in onore del suo architetto.
Le planimetrie dell'edificio originale e le fotografie dell'epoca vittoriana sono disponibili per la consultazione negli archivi del Royal Holloway situati nell'edificio.

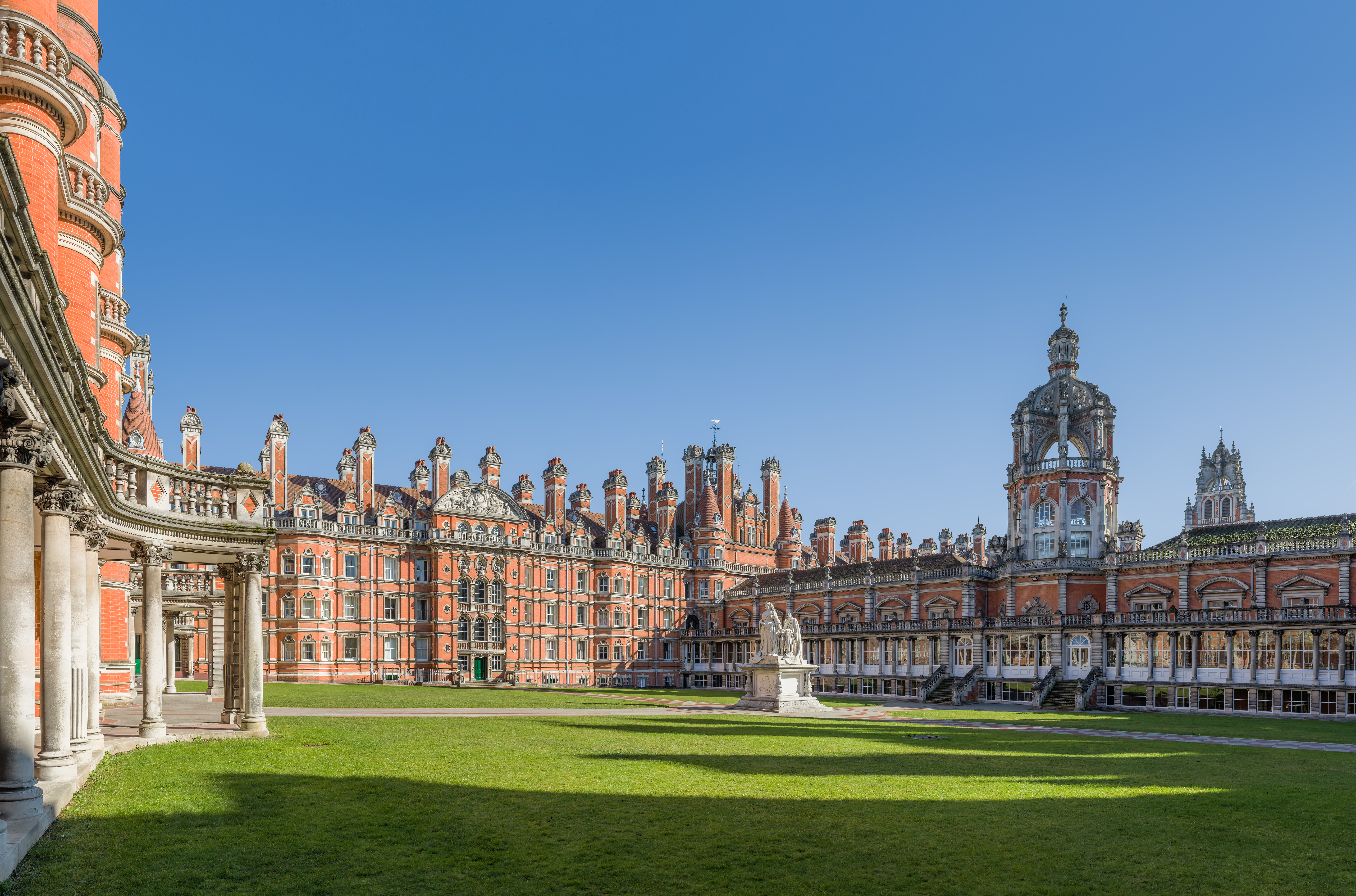
Cortile nord del Founder's Building